# Sugar (software)
Sugar es la interfaz gráfica de usuario (GUI en inglés) que está en desarrollo para el proyecto OLPC, sigla en inglés de "One Laptop Per Child" en español "Una Computadora Portátil por Niño". A diferencia de los ambientes de escritorio más tradicionales, no utiliza una metáfora de escritorio y solo se enfoca en una tarea a la vez. Está escrito en el lenguaje de programación interpretado Python, a diferencia de la mayoría de los otros ambientes que están escritos en lenguajes compilados tales como C++. Los principales contribuyentes al proyecto incluyen a Walter Bender, Christopher Blizzard y Diana Fong.

## Principios de diseño

### Rendimiento
La máquina para niños llamada XO, 
tiene un procesador de 433MHz, 128MB de memoria DRAM, un dispositivo flash NAND de 512MB; no utiliza unidad de disco duro ni dispositivos ópticos, cuenta con tres puertos USB y dos entradas HDMI.
Ya que no hay espacio de swap ni espacio de almacenamiento, es preferente ejecutar concurrentemente un número limitado de tareas.

### Simplicidad
A diferencia de la metáfora de "escribir y recordar" de las viejas terminales de científicos en línea de comando o de la metáfora del "escritorio" de una oficina, el Sugar está desarrollado sobre la base de la metáfora del patio de recreo. Puesto el foco en niños y niñas de 6 a 12 años de edad, el sugar es una GUI pensada para compartir actividades en red con otros chicos del colegio. Cada actividad puede ser mostrada en la red interna que es representada como una vista en planta de un patio escolar. Las 4 vistas del Sugar: vecindario, grupo de amigos, yo y mi diario representan primero el ámbito espacial donde se desenvuelve el chico yendo cada vez  más cerca hacia él mismo y las actividades disponibles en su computadora hasta llegar a un diario personal de todas las actividades y trabajos realizados por el alumno y sus amigos de grupo.
El Sugar está inspirado en el trabajo del Dr. Alan Kay en el Xerox PARC en el desarrollo de una computadora personal para niños llamada dynabook.
Sugar, como el resto de las GUI, es independiente del hardware en el que se ejecuta aunque en un principio máquina y programas estuvieron íntimamente relacionados dentro del proyecto OLPC. En la actualidad, sugarlabs trabaja versiones superiores de la interfaz gracias a que todo el desarrollo se encuentra bajo licencia GPL. Sugar es Software Libre y propone a su vez al alumno de primaria la posibilidad de descubrir como funciona, con ayuda de los maestros, modificarlo para las necesidades de su comunidad.

## Estado actual
A la fecha marzo de 2017, Sugar todavía está en desarrollo. En mayo de 2006, sus creadores la describieron como principalmente una "herramienta de expresión", por tanto los planes incluyen multimedia y facilidades de establecimiento de red social.
Para principios de 2007, Sugar se puede instalar (con cierta dificultad) en una variedad de sistemas operativos, incluyendo varias distribuciones de Linux, Microsoft Windows y Mac OS X. Las instrucciones están en el wiki del proyecto.
En 2010, sugarlab crea una nueva versión independiente del hardware de la XO llamada Sugar On Stick Strawberry (Soas v2) que posibilita su implementación en cualquier netbook del mercado.